# 密着警察24時
『密着警察24時』（みっちゃくけいさつにじゅうよじ）は、TBS系列で放送されているドキュメンタリー特別番組（いわゆる「警察24時」もの）である。

## 内容
日本全国縦断の各警察署で行われる、犯罪など最前線の警察官や刑事に密着取材。
初放送のタイトルは『凶悪犯罪バスターズ・全国警察24時』であった。
2023年7月12日放送回より通常の警察官に加え、“海の警察”との異名がある水産庁漁業取締本部や海上保安庁も密着対象となった。

## シリーズ時のタイトル
- 凶悪犯罪バスターズ・全国警察24時
- 凶悪犯罪クラッシュ!密着警察24時
- 激撮!熱血警察官24時
- 激撮!交通警察24時
- 激撮!密着警察24時
- 最前線！密着警察24時

## ナレーション
現在
- 生野文治
- 高川裕也
- 高山みなみ（2020年5月4日から出演）

過去
- 久米明
- 湯浅真由美
- 佐藤賢治
- 服部伴蔵門

## 放送リスト
※時刻はすべてJSTで記載する。
| 回数                                                                 | 放送日時                     | タイトル                                                       | 備考                 | 視聴率                                    |
| -------------------------------------------------------------------- | ---------------------------- | -------------------------------------------------------------- | -------------------- | ----------------------------------------- |
| 第1回                                                                | 2004年08月13日 18:55 - 20:54 | 全国交通警察密着24時 真夏の一斉大捜査SP                        | スーパーフライデー枠 | **.*%                                     |
| 第2回                                                                | 2004年12月24日 18:55 - 20:54 | 熱血警察官24時! 年末全国一斉大捜査SP!                          | スーパーフライデー枠 | **.*%                                     |
| 第3回                                                                | 2005年04月22日 18:55 - 20:54 | 全国交通警察密着24時 春の一斉大捜査SP!!                        | スーパーフライデー枠 | **.*%                                     |
| 第4回                                                                | 2006年01月27日 18:55 - 20:54 | 全国交通警察密着24時 真冬の一斉大捜査SP                        | 金スペ!枠            | **.*%                                     |
| 第5回                                                                | 2006年10月10日 18:55 - 20:54 | 激撮!事件列島24時全国熱血警察官大捜査スペシャル                | -                    | **.*%                                     |
| 第6回                                                                | 2007年01月10日 18:55 - 20:54 | 激撮!密着交通警察24時! 真冬の大捜査スペシャル                  | 水トク!枠            | **.*%                                     |
| 第7回                                                                | 2007年03月14日 18:55 - 20:54 | 激撮!!事件列島24時!!全国熱血警察官大捜査スペシャル             | 水トク!枠            | **.*%                                     |
| 第8回                                                                | 2007年09月26日 18:55 - 20:54 | 激撮!交通警察24時! 秋の大捜査スペシャル                        | 水トク!枠            | **.*%                                     |
| 第9回                                                                | 2007年12月26日 18:55 - 20:54 | 激撮!熱血警察官24時 冬の大捜査スペシャル                       | 水トク!枠            | **.*%                                     |
| 第10回                                                               | 2008年03月19日 18:55 - 20:54 | 激撮!熱血警察官24時 春の大捜査スペシャル                       | 水トク!枠            | **.*%                                     |
| 第11回                                                               | 2008年08月06日 18:55 - 20:54 | 激撮!交通警察24時 & 交通刑務所完全密着!                        | 水トク!枠            | **.*%                                     |
| 第12回                                                               | 2008年09月10日 18:55 - 20:54 | 激撮!熱血警察官24時 秋の全国大捜査SP!                          | 水トク!枠            | **.*%                                     |
| 第13回                                                               | 2009年03月18日 18:55 - 20:54 | 激撮!交通警察24時 春の全国大捜査SP!                            | -                    | **.*%                                     |
| 第14回                                                               | 2009年12月27日 19:00 - 20:54 | 激撮!全国警察24時! 年末大捜査スペシャル                        | -                    | **.*%                                     |
| 第15回                                                               | 2010年04月09日 19:00 - 20:54 | 激撮!全国警察24時! 犯罪捜査最前線SP!                           | -                    | **.*%                                     |
| 第16回                                                               | 2010年09月30日 19:00 - 20:54 | 激撮!密着警察24時! 犯罪捜査最前線SP                            | スパモク!!枠         | **.*%                                     |
| 第17回                                                               | 2010年12月22日 19:00 - 20:54 | 激撮!密着警察24時! 犯罪捜査最前線SP                            | -                    | **.*%                                     |
| 第18回                                                               | 2011年04月07日 19:00 - 20:54 | 激撮!密着警察24時! 犯罪捜査最前線SP                            | スパモク!!枠         | **.*%                                     |
| 第19回                                                               | 2011年09月28日 19:00 - 20:49 | 激撮!密着警察24時! 犯罪捜査最前線SP                            | -                    | **.*%                                     |
| 第20回                                                               | 2011年12月20日 19:00 - 20:54 | 激撮!密着警察24時! 犯罪捜査最前線SP                            | -                    | **.*%                                     |
| 第21回                                                               | 2012年06月21日 19:00 - 20:54 | 激撮!密着警察24時! 犯罪捜査最前線SP                            | スパモク!!枠         | **.*%                                     |
| 第22回                                                               | 2012年10月03日 19:00 - 20:54 | 激撮!密着警察24時! 犯罪捜査最前線SP                            | 水トク!枠            | **.*%                                     |
| 第23回                                                               | 2012年12月26日 19:00 - 20:54 | 激撮!密着警察24時! 犯罪捜査最前線SP                            | 水トク!枠            | **.*%                                     |
| 第24回                                                               | 2013年03月27日 19:00 - 20:54 | 激撮!密着警察24時! 犯罪捜査最前線SP                            | 水トク!枠            | **.*%                                     |
| 番外編                                                               | 2013年10月02日 19:00 - 20:54 | 密着!警視庁24時 東京の犯罪捜査を激撮!                          | 水トク!枠            | **.*%                                     |
| 第25回                                                               | 2013年12月18日 19:00 - 20:54 | 激撮!密着警察24時! 犯罪捜査最前線SP                            | 水トク!枠            | **.*%                                     |
| 第26回                                                               | 2014年04月16日 19:00 - 21:28 | 激撮!密着警察24時!                                             | 水トク!枠            | 14.2%                                     |
| 第27回                                                               | 2014年06月18日 19:56 - 21:54 | 激撮!密着警察24時!                                             | 水トク!枠            | 09.8%                                     |
| 第28回                                                               | 2014年12月03日 19:00 - 21:54 | 激撮!密着警察24時!                                             | 水トク!枠            | 10.1%                                     |
| 第29回                                                               | 2015年03月18日 19:00 - 21:54 | 激撮!密着警察24時!                                             | 水トク!枠            | 10.8%                                     |
| 第30回                                                               | 2015年08月05日 19:56 - 21:54 | 激撮!密着警察24時!                                             | 水トク!枠            | 11.9%                                     |
| 第31回                                                               | 2015年11月25日 19:00 - 21:54 | 激撮!密着警察24時!                                             | 水トク!枠            | 10.4%                                     |
| 第32回                                                               | 2016年03月02日 19:00 - 21:54 | 激撮!密着警察24時!                                             | 水トク!枠            | 10.8%                                     |
| 第33回                                                               | 2016年08月10日 19:00 - 21:54 | 激撮!密着警察24時!                                             | 水トク!枠            | 10.0%                                     |
| 第34回                                                               | 2017年04月12日 19:00 - 21:54 | 最前線!密着警察24時                                            | 水トク!枠            | *9.7%                                     |
| 第35回                                                               | 2017年08月23日 19:00 - 21:54 | 最前線!密着警察24時                                            | 水トク!枠            | 10.5%                                     |
| 第36回                                                               | 2017年12月13日 19:00 - 21:54 | 最前線!密着警察24時                                            | 水トク!枠            | *9.6%                                     |
| 第37回                                                               | 2018年05月16日 19:00 - 21:57 | 最前線!密着警察24時                                            | 水トク!枠            | 10.3%                                     |
| 第38回                                                               | 2018年08月15日 19:00 - 21:57 | 最前線!密着警察24時                                            | 水トク!枠            | *9.9%                                     |
| 第39回                                                               | 2018年12月12日 19:00 - 21:57 | 最前線!密着警察24時                                            | 水トク!枠            | *9.3%                                     |
| 第40回                                                               | 2019年03月27日 19:00 - 21:57 | 最前線!密着警察24時                                            | 水トク!枠            | **.*%                                     |
| 番外編                                                               | 2019年06月12日 20:00 - 21:57 | 激撮!交通SOS24時                                               | 水トク!枠            | 10.1%                                     |
| 第41回                                                               | 2019年08月21日 20:00 - 21:57 | 最前線!密着警察24時                                            | 水トク!枠            | 10.9%                                     |
| 第42回                                                               | 2019年12月04日 19:00 - 21:57 | 最前線!密着警察24時                                            | -                    | *9.5%                                     |
| 第43回                                                               | 2020年05月04日 19:00 - 22:57 | 最前線!密着警察24時                                            | -                    | 12.9%                                     |
| 番外編                                                               | 2020年08月26日 19:00 - 21:57 | 激撮!交通SOS24時                                               | -                    | *9.9%                                     |
| 第44回                                                               | 2020年12月28日 19:00 - 22:57 | 最前線!密着警察24時                                            | -                    | 10.0%                                     |
| 第45回                                                               | 2021年03月30日 19:00 - 20:57 | 最前線!密着警察24時                                            | -                    | *9.9%                                     |
| 第46回                                                               | 2021年07月27日 19:00 - 20:57 | 最前線!密着警察24時                                            | -                    | *9.3%                                     |
| 番外編                                                               | 2021年10月05日 19:00 - 20:57 | 激撮!交通SOS24時                                               | -                    | *9.6%                                     |
| 第47回                                                               | 2021年12月27日 18:00 - 22:57 | 最前線!密着警察24時                                            | -                    | *9.0%(18:00 - 19:00) *9.4%(19:00 - 22:57) |
| 第48回                                                               | 2022年06月22日 19:00 - 21:57 | 最前線!密着警察24時                                            | -                    | *8.9%                                     |
| 番外編                                                               | 2022年08月03日 19:00 - 21:57 | 最前線!密着警察24時&飲酒運転撲滅!交通SOS 合体                  | -                    |                                           |
| 第49回                                                               | 2022年12月26日 18:00 - 22:57 | 最前線!密着警察24時 年末特別警戒SP                             | -                    | *8.4%(19:00 - 22:57)                      |
| 第50回                                                               | 2023年03月29日 19:00 - 21:57 | 最前線!密着警察24時 春の特別警戒SP                             | -                    | *8.8%                                     |
| 第51回                                                               | 2023年07月12日 19:00 - 22:57 | 最前線!密着警察24時 真夏の一斉検挙SP                           | -                    |                                           |
| 第52回                                                               | 2023年12月25日 18:00 - 22:57 | 最前線!密着警察24時 年末特別警戒SP                             | -                    | 10.1%(19:00 - 22:57)                      |
| 第53回                                                               | 2024年08月26日 19:00 - 21:57 | 最前線!密着警察24時 真夏の逮捕連発SP!                          | -                    |                                           |
| 第54回                                                               | 2024年12月23日 18:00 - 22:57 | 最前線!密着警察24時 年末特別警戒SP                             | -                    | *9.3%(19:00 - 22:57)                      |
| 番外編                                                               | 2025年7月2日 18:30 - 22:57   | 最前線!密着警察24時 真夏の逮捕連発SP&追跡24時 あの事件のその後 | -                    |                                           |
| 視聴率はいずれも関東地区・世帯・リアルタイム、ビデオリサーチ社調べ。 |                              |                                                                |                      |                                           |